# Megaman Megamix
Megaman Megamix (ロックマンメガミックス, Rokkuman megamikkusu) és una sèrie de manga basada en la franquícia Mega Man de Capcom, escrita i il·lustrada per Hitoshi Ariga. Originalment, es va serialitzar en format de one-shots independents als números extra de la revista Comic BomBom de Kodansha entre 1995 i 1998.
La sèrie va ser reimpresa posteriorment per Enterbrain el 2003, per Wedge Holdings el 2009 i per fukkan.com el 2015. Cada reimpressió venia amb noves portades, actualitzacions d'art i diàlegs, obres no recollides anteriorment, epílegs de l'autor, comentaris dels convidats i nous capítols i pàgines per afegir continuïtat entre les històries.

## Argument
En un món on les màquines formen part de la vida quotidiana, el Dr. Light aconsegueix dissenyar un nou tipus de robot: en Rock, un androide amb sentiments humans reals. La seva funció és ajudar el seu mestre en la gestió de robots industrials dissenyats per ajudar els humans. Un dia, però, es giren contra el seu creador, i ataquen la població. Aleshores, en Rock demana al Dr. Light que el transformi en un robot de combat: així neix Megaman.

## Publicació
A la conferència d'Ooso Comics del Saló del Manga de Barcelona de 2022, van anunciar que publicarien el manga en català a partir del 2023, en aquest cas la versió del 2015 segons les cobertes que es van ensenyar a la presentació. Finalment es va començar a publicar el 10 d'agost de 2023.
| Volum | Data de publicació     | ISBN                    |
| ----- | ---------------------- | ----------------------- |
| 01    | 10 d'agost de 2023     | ISBN 978-84-1263-55-3-9 |
| 02    | 29 de novembre de 2023 | ISBN 978-84-1263-55-4-6 |

## Crítiques
El portal francès Manga-news explica que tot i que ofereix una visió interessant sobre el naixement de Megaman, que es veu empès a convertir-se en un robot de combat, no hi ha gaires escenes d'acció i no es poden veure les habilitats d'en Megaman. A més, el manga es comença a allargar innecessàriament i l'autor dona per fet que el lector coneix els videojocs, cosa que fa que el manga estigui poc contextualitzat.